# سیارک ۱۱۳۱
سیارک ۱۱۳۱ (به انگلیسی: 1131 Porzia، نامگذاری:1929RO) هزار و صد و سی و یکمین سیارک کشف شده‌است که در ۱۰ سپتامبر ۱۹۲۹ و در هایدلبرگ کشف شد.
قدر مطلق سیارک برابر ۱۳٫۰۰ است.